# كاكو (لاعب كرة قدم)
أليخاندرو روميرو غامارا (بالإسبانية: Alejandro Romero Gamarra) هو لاعب كرة قدم أرجنتيني في مركز الوسط، ولد في 11 يناير 1995 في سيوداديلا في الأرجنتين يلعب في نادي العين. شارك مع منتخب الأرجنتين تحت 20 سنة لكرة القدم ومنتخب باراغواي لكرة القدم. أما مع النوادي، فقد لعب مع نيويورك ريد بولز وهوراكان و نادي التعاون السعودي ونادي العين الإماراتي.

## وصلات خارجية
- أليخاندرو روميرو غامارا على موقع الدوري الأمريكي (الإنجليزية)
- أليخاندرو روميرو غامارا على موقع قاعدة بيانات كرة القدم.إي يو (الإنجليزية)
- أليخاندرو روميرو غامارا على موقع ناشيونال فوتبول تيمز (الإنجليزية)
- أليخاندرو روميرو غامارا على موقع Soccerway.com (الإنجليزية)
- أليخاندرو روميرو غامارا على موقع عالم كرة القدم.نت (الإنجليزية)
- أليخاندرو روميرو غامارا على موقع AS.com (الإسبانية)